# San Juan (prowincja Dominikany)
San Juan – prowincja Dominikany. Stolicą prowincji jest miasto San Juan de la Maguana.

## Opis
Prowincja położona na zachodzie Dominikany, zajmuje powierzchnię 3 364 km² i liczy 232 333 mieszkańców 1 grudnia 2010.

## Gminy
| Lp.     | Gmina                             | Liczba ludności (2010) | Powierzchnia (km²) |
| ------- | --------------------------------- | ---------------------- | ------------------ |
| 1       | Bohechío                          | 9 685                  | 406                |
| 2       | El Cercado                        | 20 843                 | 278                |
| 3       | Juan de Herrera                   | 13 062                 | 93                 |
| 4       | Las Matas de Farfán               | 44 163                 | 637                |
| 5       | San Juan (San Juan de la Maguana) | 132 177                | 1 728              |
| 6       | Vallejuelo                        | 12 403                 | 222                |
| Łącznie |                                   | 232 333                | 3 364              |